# Compasso tético e acéfalo
Existem três formas de iniciar uma melodia, dentre elas temos o começo tético, anacrústico ou protético, e acéfalo ou decapitado. Entretanto, esses compassos também podem aparecer no decorrer da música e não somente no início. Dessa maneira, fazendo com que “compasso ...” seja o termo mais apropriado a ser chamado.

## Compasso Tético[1]
Tético: (do grego thésis), é o mais comum a ser encontrado, ocorre quando a música inicia no tempo forte, ou seja, inicia-se no primeiro tempo do compasso de uma música.

## Exemplo

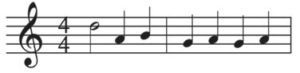
Compasso tético

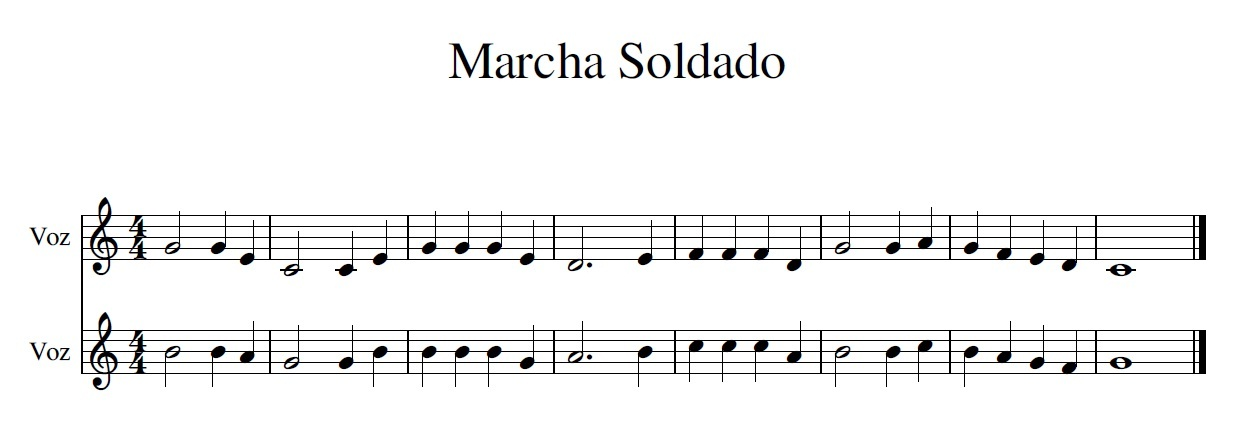
partitura da música Marcha Soldado

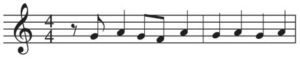
Compasso acéfalo

Podemos ter, por exemplo, uma música em tempo quaternário simples (4/4) cujo primeiro compasso possui todos os tempos, e inicia-se em tempo forte.
Pode-se ver um exemplo de compasso tético pode vir a aparecer na partitura:
Já como exemplo musical pode-se citar a música:
Marcha soldado como pode ser visto na partitura.

## Compasso Acéfalo[2]
Acéfalo: (do grego acephalo) ou sem cabeça, ocorre quando o início da escrita musical, se dá em parte fraca de tempo. É como se o primeiro compasso se iniciasse por pausa, ou pausas (porém, esses valores faltantes, se encontram no último compasso da escrita, normalmente, ainda que não sendo obrigatório). É  um ritmo iniciado em contratempo, ou ainda, até, em parte do contratempo, e, mesmo, em partícula, que antecede o contratempo em si.
Obs.: pausas iniciais podem serem escritas, ou subentendidas... e não alteram a compreensão do "acéfalo", que se define, pelo valor positivo (som), no momento em que se inicia.

## Exemplo

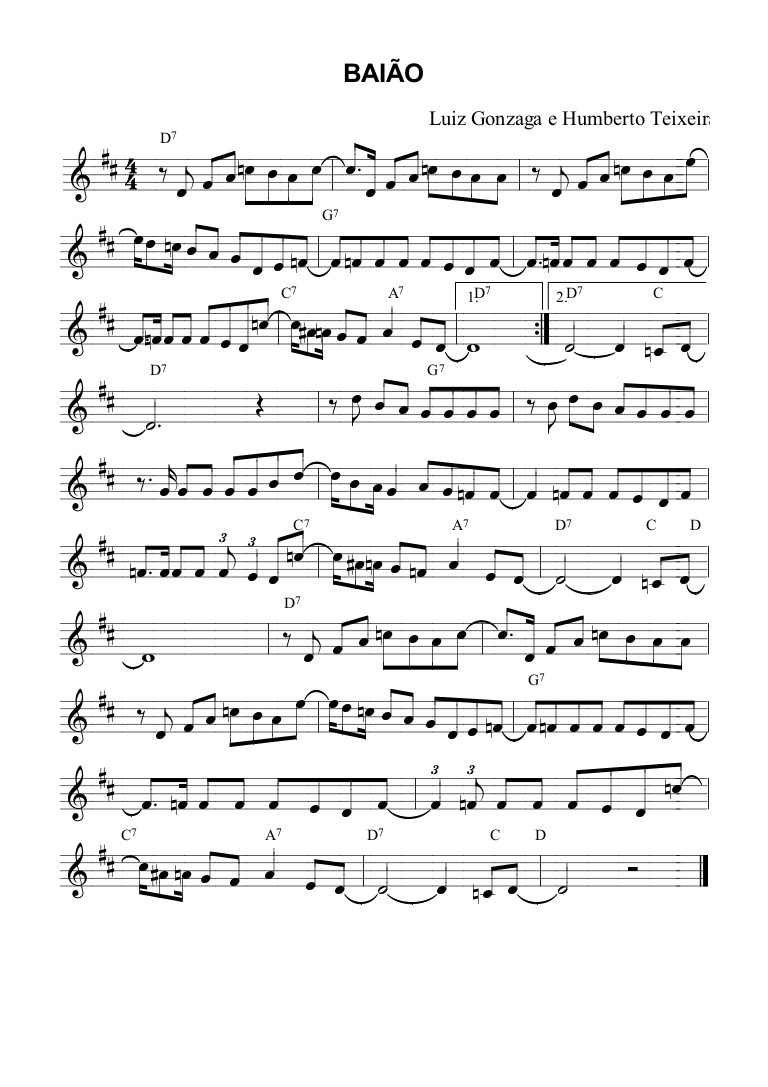
partitura da música Baião de Luiz Gonzaga e Humberto Texeira

Para um ritmo ser considerado acéfalo, suas primeiras notas devem ocupar mais da metade de um compasso binário ou quaternário, ou mais de dois terços de um compasso ternário. De forma resumida, no compasso acéfalo é comum se ver que o tempo forte ou a primeira nota do primeiro compasso, se mostram como uma pausa, fazendo com que ela só inicie após a batida forte, esse fato ajuda a diferenciar do compasso anacrústico que nele acontece de a música começar antes do tempo forte.
Pode-se ver um exemplo de compasso acéfalo pode vir a aparecer na partitura:
Já como exemplo musical pode-se citar a música:
Baião de Luiz Gonzaga  como pode ser visto na partitura.

## Um pouco sobre a anacruse[3]
Se caso a música começar com o primeiro compasso possuindo somente 1, 2 ou 3 tempos. Os tempos ausentes (inexistentes no primeiro compasso) podem surgir no final da frase musical ou no último compasso da própria música, ou ainda, não serem compensados será anacruse.